# Anastasi de Constantinoble
Anastasi (en llatí: Anastasius, en grec antic: Ἀναστάσιος) va se patriarca de Constantinoble de l'any 730 al 754.
Va succeir al patriarca Germà I de Constantinoble, a qui l'emperador Lleó III l'Isàuric havia destituït per la seva postura contrària a l'iconoclàstia. Anastasi, que havia estat conseller de Germà, va adoptar la doctrina contra les imatges, però el papa Gregori II no el va reconèixer, ni tampoc els patriarques ortodoxos.
Quan va morir l'emperador Lleó va pujar al tron el seu fill Constantí V Coprònim, que va haver de defensar el regne contra les incursions del Califat Omeia. Mentre era absent, Artabasd, el seu cunyat, que era curopalata, va prendre el poder. Era un fidel defensor de les imatges, i el patriarca Anastasi, després de coronar-lo, va canviar de bàndol i es va convertir en defensor de les icones, fins al punt que les va tornar a instal·lar a les esglésies, va excomunicar Constantí V i el va declarar heretge.
Constantí V va recuperar el tron i va fer executar Artabasd, va fer empresonar Anastasi, el va despullar, li va treure els ulls i el va passejar pels carrers de Constantinoble. El va desterrar, però quan Anastasi va reconèixer l'iconoclàstia l'emperador el va perdonar i li va retornar el càrrec, que va conservar fins a la seva mort.